# Кам'яниця палацового саду
Кам'яниця палацового саду (або кам'яниця Ренського) — будинок початку XX століття, розташований в історичному центрі Львова, на вулиці Саксаганського, 3. Будинок внесений до реєстру пам'яток архітектури місцевого значення, згідно з рішенням сесії Львівського облвиконкому № 381 від 5 липня 1985 року, під охоронним № 285-м.

## Історія
Будинок являє собою чотириповерхову кам'яницю в стилі модернізму яка була споруджена в межах давнього саду при палаці драматурга Александера Фредра за проєктом архітектора Міхала Лужецького для власника цієї ділянки Романа Ренського, в стилі модерн з використанням модернізованих мотивів готики та ренесансу. Будівельні роботи виконувала фірма Едмунда Жиховича. 1911 року в будинку встановлено ліфт (нині не існуючий). При будівництві інвестором було самочинно внесено зміни у попередньо затверджені плани, зокрема, добудова мезоніну, що зумовило накладення штрафних санкцїй з боку міського магістрату.
Дозвіл на заселення будинку виданий 7 вересня 1910 року.
Станом на 1913 рік в цьому будинку мешкали: директор страхового товариства та цісарський радник Адольф Бреннер, лікар та професор університету Роман Ренцкі, суддя у відставці Леонард Капустинський, судовий аускульт Броніслав Дроздовський, вдова радника апеляційного суду Кароліна Литвинович, лікар Орест Литвинович, старший інженер Крайового відділу Діонізій Хорваз, податковий радник Йозеф Вейнберг, купець Михайло Дидинський, поштовий асистент Адольф Матика, електротехнік Максиміліан Бєньковський, інженер Станіслав Маєвський, Людвик Швейтцер.
Серед відомих мешканців будинку у міжвоєнний період слід згадати про львівського вченого-геодезиста Каспара Вайґеля, що мешкав в цьому будинку у 1930—1941 роках. 20 листопада 1995 року, під час проведення симпозіуму пам'яті Каспара Вайґеля у Львові, на фасаді будинку встановлено та відкрито бронзову пам'ятну таблицю вченому, роботи скульптора Василя Ярича та архітектора Михайла Бендини. Також у той самий час в будинку мешкав професор хірургії університету імені Яна Казимира Владислав Добжанецький. Він був визнаним фахівцем пластичної та трансплантаційної хірургії і вважався одним з піонерів пластичної хірургії у Польщі та засновником польської школи пластичної хірургії. 4 липня 1941 року професора Добжанецького разом з іншими науковцями було розстріляно на Вулецьких пагорбах. Також мешкали невролог Станіслав Теппа, дантист Тадеуш Каспжицький.
Нині в будинку містяться відділення АБ «Брокбізнесбанк», хостел «Під дахом», а також від 2013 року працює офіс львівської філії групи компаній «Експерт ІН».

## Архітектура
Будинок є частиною щільної рядової забудови кварталу, окресленого вулицями Саксаганського, Ігоря Білозіра та Ярослава Стецька. Розташований зі східного боку вулиці Саксаганського.
Кам'яниця цегляна, тинькована (частково — з імітацією кам'яної кладки), у плані — Т-подібна. Має чотири поверхи з мезоніном, прикрашеним від фасаду аркатурним поясом, та атикове завершення. Акцентом у композиції фасаду є еркер на центральній осі з потужними консолями, якими обрамовано вхідні двері. Зовнішній вистрій доповнюють симетрично розташовані балкони з кам'яними балюстрадами.
Внутрішнє планування — секційного типу: помешкання розміщені навколо сходової клітки з шахтою ліфта у центрі корпусу.
В оформленні інтер'єру домінують елементи неоготики (балюстрада сходової клітки, імітація хрещатих склепінь у під'їзді, віконні решітки).